# ATC (H04)
Jest to część klasyfikacji anatomiczno-terapeutyczno-chemicznej:
- H – Leki hormonalne do stosowania wewnętrznego (bez hormonów płciowych)
  - H 01 – Hormony podwzgórza i przysadki mózgowej oraz ich analogi
  - H 02 – Kortykosteroidy do stosowania wewnętrznego
  - H 03 – Leki stosowane w chorobach tarczycy
  - H 04 – Hormony trzustki
  - H 05 – Leki wpływające na homeostazę wapnia

Obejmuje ona hormony trzustki (insulina patrz A 10 AA):

## H 04 A – Hormony glikogenolityczne
- H 04 AA – Preparaty hormonów glikogenolitycznych
  - H 04 AA 01 – glukagon
  - H 04 AA 02 – dasiglukagon